# Masters de Shanghái 2014
El Shanghai Rolex Masters 2014 es un torneo de tenis que pertenece a la ATP en la categoría de ATP World Tour Masters 1000. Se disputa del 5 de octubre al 12 de octubre de 2014 en Shanghái, China sobre canchas duras.

## Puntos

### Distribución de puntos
| Etapa                        | Individuales | Dobles |
| ---------------------------- | ------------ | ------ |
| Campeón                      | 1000         | 1000   |
| Finalista                    | 600          | 600    |
| Semifinalista                | 360          | 360    |
| Cuartos de final             | 180          | 180    |
| Tercera ronda                | 90           | 90     |
| Segunda ronda                | 45           | 0      |
| Primera ronda                | 10           | -      |
| Clasificado                  | 25           | -      |
| Ronda final de clasificación | 14           | -      |

## Cabezas de serie
Los cabezas de serie estuvieron basados en el ranking del 29 de septiembre de 2014:

### Individual Masculino
| Tenista               | Ranking | Preclasificado |
| Novak Djokovic        | 1       | 1              |
| Rafael Nadal          | 2       | 2              |
| Roger Federer         | 3       | 3              |
| Stanislas Wawrinka    | 4       | 4              |
| David Ferrer          | 5       | 5              |
| Tomáš Berdych         | 6       | 6              |
| Kei Nishikori         | 7       | 7              |
| Milos Raonic          | 8       | 8              |
| Marin Čilić           | 9       | 9              |
| Grigor Dimitrov       | 10      | 10             |
| Andy Murray           | 11      | 11             |
| Ernests Gulbis        | 13      | 12             |
| John Isner            | 15      | 13             |
| Roberto Bautista Agut | 17      | 14             |
| Fabio Fognini         | 18      | 15             |
| Kevin Anderson        | 19      | 16             |

### Dobles masculino
| Tenista                                 | Ranking | Preclasificada |
| Bob Bryan Mike Bryan                    | 2       | 1              |
| Daniel Nestor Nenad Zimonjic            | 7       | 2              |
| Alexander Peya Bruno Soares             | 12      | 3              |
| Ivan Dodig Marcelo Melo                 | 13      | 4              |
| Julien Benneteau Édouard Roger-Vasselin | 20      | 5              |
| Marcel Granollers Marc López            | 23      | 6              |
| Vasek Pospisil Jack Sock                | 33      | 7              |
| Jean-Julien Rojer Horia Tecău           | 37      | 8              |

## Campeones

### Individual masculino
Roger Federer venció a  Gilles Simon por 7-6(6) y 7-6(2).

### Dobles masculino
Bob Bryan /  Mike Bryan vencieron a  Julien Benneteau /  Julien Benneteau por 6-3, 7-6(3).